# مقاطعة أنار
مقاطعة أنار (بالفارسية: شهرستان انار) هي مقاطعة تقع في إيران في محافظة كرمان. يقدر عدد سكانها بـ 43,585 نسمة .